# Buleuterio de Delfos
El Buleuterio (en griego antiguo: Βουλευτήριον, romanizado: Būleutērion o Bouleutērion) fue un buleuterio o lugar de reunión del consejo en Delfos en Grecia Central. Sus ruinas se encuentran en el yacimiento arqueológico de Delfos, declarado Patrimonio de la Humanidad por la Unesco.

## Descripción
Fue construido en la época arcaica, alrededor del 600-500 a. C. Era la sede de la boulé local o consejo de Delfos. Estaba situado en el santuario de Templo de Apolo a lo largo de la Vía Sagrada, al sur del Templo de Apolo y junto al Tesoro de los atenienses. El edificio era una sala de reuniones rectangular de tamaño relativamente pequeño con puertas en tres lados. En su interior había probablemente una columnata y asientos de madera en los laterales. En el edificio se han encontrado varias inscripciones que han ayudado a identificar su finalidad. Solo se conservan los cimientos y otras partes menores del edificio.